# 福嶋アダム
福嶋 アダム（ふくしま アダム）は、埼玉県出身の気象予報士。

## 人物
首都大学東京卒業。大学在学中に気象予報士資格を取得。2017年4月からABS秋田放送にて気象コーナーを担当。2018年4月から2021年3月26日までNHK山形放送局、2021年3月29日から2024年3月29日までNHK水戸放送局にて気象情報を担当。

## 嗜好・挿話
- 小学4年生から高校2年生まで、毎日天気や気温をノートに記録。日々の天気変化をみているうちに、明日の天気はどうなるのだろうと考えるようになった[3][4]。
- 気象予報士、防災士の資格を取得。
- 趣味、特技は、旅（徒歩、自転車、鉄道など）観光よりも移動をメイン。 特に自転車が好きで、2018年は山形から横浜の実家まで自転車で走破。
- 基本的に好き嫌いはなく何でも食べるので、これといって好きなものはない。唯一苦手なのはワサビ。
- 好きな番組は『ブラタモリ』[4]
- 好きな言葉は「雨降って地固まる」[2]

## 過去の担当番組
- やままる 気象コーナー（2018年4月 - 2021年3月26日）
- いば6 気象コーナー・11:57 - 12:00までの茨城県の気象情報（金曜日は『金曜は!いばっチャオ』に内包扱い）(2021年3月29日 - 2024年3月29日)

## 論文発表
- 夏季の南関東における局地風系の交替時刻の地域分布（2019年、瀬戸芳一・高橋日出男と共同）[5]